# Nintendo e-Reader

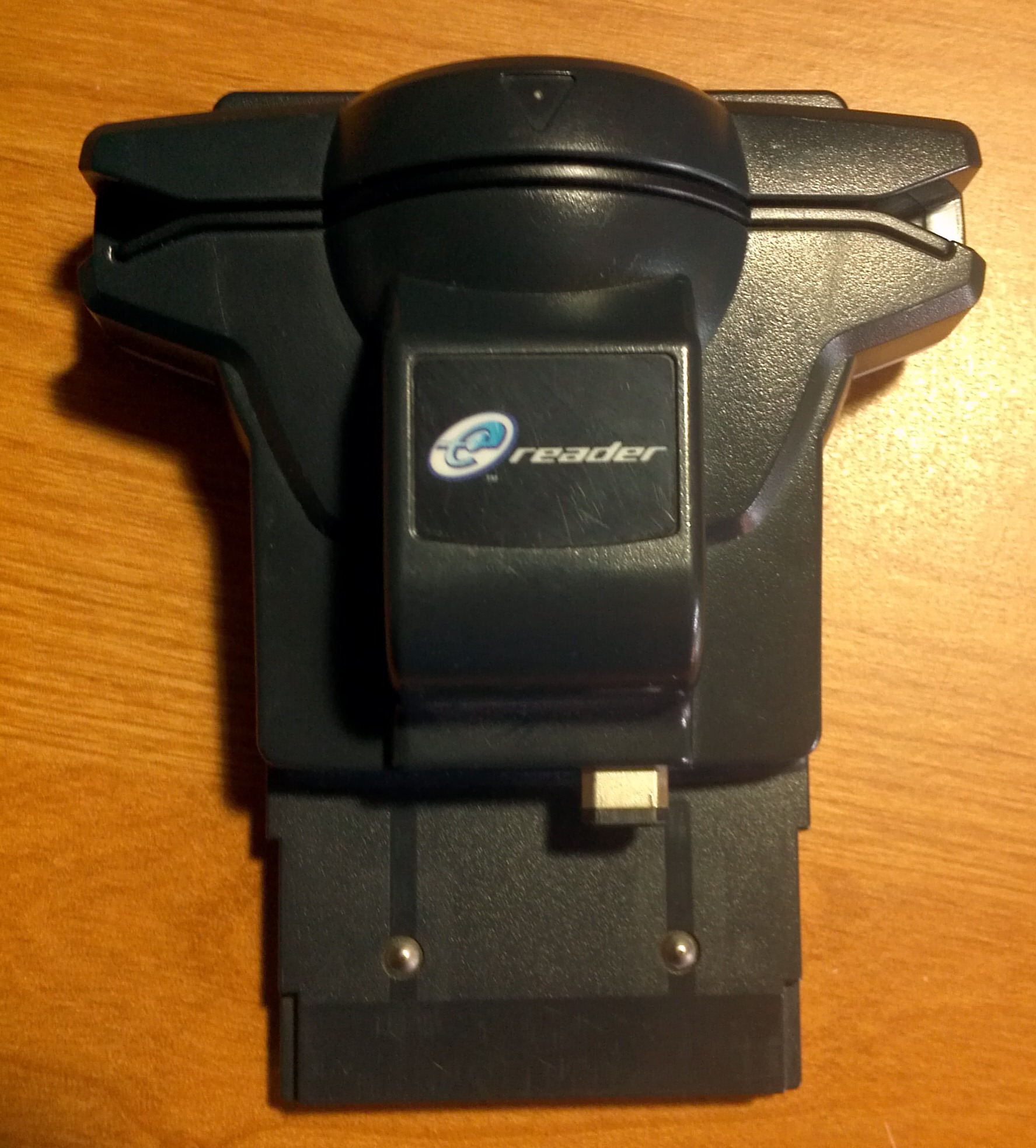
Nintendo e-Reader

Il Nintendo e-Reader è stato un dispositivo per videogiochi prodotto da Nintendo e compatibile con Game Boy Advance e Game Cube.
È stato distribuito in Giappone a partire dal 1º dicembre 2001 e in Nord America dal 16 settembre 2002, mentre in Europa non è mai stato commercializzato.

## Funzionamento
Il Nintendo e-Reader disponeva di uno scanner a LED che permetteva di leggere schede con dati codificati e stampati sotto forma di percorsi a punti; a seconda delle schede e dei videogiochi associati, il giocatore poteva sbloccare oggetti segreti o livelli aggiuntivi.

## Versioni
In Giappone sono state commercializzate due diverse versioni del dispositivo: il Nintendo e-Reader originale, che poteva leggere le schede per sbloccare alcuni contenuti speciali, e il Nintendo e-Reader Plus, fornito di una porta per cavo di collegamento in modo da connettersi con videogiochi del Game Boy Advance e del Game Cube; al fine di trasferire nuovi elementi, al giocatore venivano richieste due console ed un cavo di collegamento ufficiale.

## Vendite
Il Nintendo e-Reader ha avuto successo soltanto in Giappone, dove è rimasto in commercio fino alla dismissione del Game Boy Advance nell'autunno del 2008; in Nord America, invece, ha convinto poco a causa della scarsa capacità di memoria ed è stato quindi rapidamente abbandonato nella primavera del 2004.